# مناوا (ویسکانسین)
مناوا، ویسکانسین  (به انگلیسی: Manawa) شهری در شهرستان واپاکا ایالت ویسکانسین است که در سال ۱۹۵۴ بنیان‌گذاری شده‌است. این شهر طبق سرشماری سال ۲۰۱۰ میلادی ۱٬۳۷۱ نفر جمعیت داشته‌است.